# День таможенной службы Украины
«День таможенной службы Украины» (укр. «День митної служби України») — национальный профессиональный праздник, всех работников таможенной службы, который отмечается на Украине ежегодно 25 июня.
«День таможенной службы» получил статус официального государственного профессионального праздника в 1992 году вскоре после распада СССР. 22 июня 1992 года, в столице украинской республики городе-герое Киеве, первый президент Украины Леонид Макарович Кравчук подписал Указ N 353 «О Дне таможенной службы Украины», который предписывал отмечать этот праздник ежегодно 25 июня. В президентском указе Леонида Кравчука, в частности, говорилось, что этот праздник вводится: «учитывая важную роль таможенной службы в обеспечении единства и целостности таможенной территории Украины, расширении и укреплении внешнеэкономических связей с зарубежными странами». таким образом, можно предположить, что установление этого праздника есть дань признательности украинской власти работникам таможни за их нелёгкий и, порою, опасный труд.
Дата для проведения этого праздника была выбрана главой государства не случайно. Именно в этот день, в 1991 году Верховной Радой был принят Закон Украины «О таможенном деле на Украине», который в совокупности с Таможенным кодексом республики стал законодательной базой организации таможенного дела в стране и образования таможенной системы государства.
В 2004 году, второй президент Украины Леонид Данилович Кучма в своем поздравительном обращении к таможенникам приуроченном к этому дню сказал следующее:

«Обеспечивая неуклонное соблюдение таможенных правил, перекрывая пути поступления контрабанды, вы укрепляете национальную безопасность, способствуете подъему экономического потенциала Украины. Верю, что благодаря вашей настойчивой работе, высокому профессионализму и совести таможня и в дальнейшем будет оставаться надежным форпостом страны. Всегда будьте достойными представителями нашего государства, утверждайте его международный авторитет, верно служите своему народу.»

Уже традиционно, в «День таможенной службы Украины», руководство страны и высшие чины таможенной службы поздравляют своих подчинённых с этим профессиональным праздником, а наиболее отличившиеся сотрудники награждаются государственными наградами, внеочередными воинскими званиями, памятными подарками, правительственными грамотами и благодарностями командования.
Таможенные кодексы Украины — 12.12.1991 № 1970-XII (утратил силу), от 11.07.2002 № 92-IV (утратил силу) и от 13.03.2012 № 4495-VI (действует с 01.06.2012)

## ГТС Украины в искусстве
- Тимур Шаов. «Транзитный поезд через Украину» (песня, 1997).[5]